# Kalínine (Pervomàiske)
|  | Per a altres significats, vegeu «Kalínino». |

Kalínine (en (ucraïnès): Калініне) és un poble de la República Autònoma de Crimea a Ucraïna, que el 2014 tenia 1.640 habitants. Pertany al districte rural de Pervomàiske.